# Идофея
Идофея (Идотея, Эйдофея, др.-греч. Εἰδοθέα, эпич. Εἰδοθέη, либо Эйдо/Идо), у Еврипида носит имя Феоноя (Θεονόη) — персонаж древнегреческой мифологии. Дочь Протея и Псамафы.
У Гомера её имя Идофея, она дала совет Менелаю, как связать Протея, что герой и сделал.
Согласно Еврипиду, её имя Феоноя, а в детстве она носила имя Идо. Прорицательница, действующее лицо трагедии Еврипида «Елена».